# Z odzysku
Z odzysku (ang. Retrieval) – polski film dramatyczny z 2006 w reżyserii debiutującego Sławomira Fabickiego. 

## Fabuła
Wojtek (Antoni Pawlicki) ma 19 lat i mieszka na Śląsku. Żyje w mieście, w którym panuje bieda i bezrobocie, a jego pozycja w cementowni jest zagrożona. Musi zarobić więcej pieniędzy, aby dostać mieszkanie i móc dzielić je ze swoją dziewczyną Katją (Natalja Wdowina), która jest samotną matką i nielegalną imigrantką z Ukrainy.

## Obsada
- Antoni Pawlicki – Wojtek
- Natalja Wdowina – Katia
- Jacek Braciak – Dariusz Gazda
- Dmytro Melnychuk – Andriej
- Antoni Gryzik – Gruby
- Grzegorz Stelmaszewski – Janek
- Tomasz Nowak – kolega Janka
- Marek Lipski – majster
- Wiesław Kupczak – hurtownik mięsa
- Dimitrij Mielniczuk – Andrij
- Andrzej Jakubas – cukiernik
- Jowita Budnik – żona Gazdy
- Jan Pyrlik – syn Gazdy
- Karolina Tokarek – córka Gazdy
- Wojciech Zieliński – Kalafior
- Michał Filipiak – Baton
- Daniel Furmaniak – Krecik
- Maciej Wizner – Nowy
- Dorota Kiełkowicz – striptizerka
- Julia Łysakowska – striptizerka
- Liwiusz Falak – pijany chłopak
- Jerzy Trela – dziadek
- Dorota Pomykała – matka
- Kacper Gaduła-Zawratyński – chłopak
- Marek Bielecki – badylarz
- Danuta Widuch-Jagielska – żona badylarza
- Katarzyna Lęcznar – córka badylarza
- Andrzej Mastalerz – producent krasnali
- Marek Kasprzyk – trener
- Adam Baumann – właściciel kamienicy
- Paweł Szołtysek – staruszek
- Małgorzata Gadecka – córka staruszka
- Eryk Lubos – sędzia
- Olga Frycz – małolata
- Lidia Mróz – Rosjanka
- Adam Ostrowski (O.S.T.R.) – raper w klubie

## Nagrody
- 2006: Sławomir Fabicki otrzymał wyróżnienie specjalne jury w Cannes
- 2006: Bogumił Godfrejów otrzymał nagrodę za najlepsze zdjęcia FPFF Gdynia
- 2006: Jarosław Kamiński otrzymał nagrodę za najlepszy montaż FPFF Gdynia

Film został zgłoszony do rywalizacji o Oscara w kategorii filmu nieanglojęzycznego.

## Utwory muzyczne wykorzystane w filmie
„Dangerous” (remix)
- muzyka i wykonanie: DJ Wonter (Piotr Kubiak)

„Vital Harmony”
- muzyka i wykonanie: DJ Wonter (Piotr Kubiak)

„Z odzysku”
- muzyka, słowa i wykonanie: O.S.T.R.

„Sarabande – D-dur”
- muzyka: Jan Sebastian Bach
- wykonanie: Altra Volta

„Don Giovanni” – Aria Komandora
- muzyka: Wolfgang Amadeus Mozart
- wykonanie: Kurt Böhme, Orkiestra Filharmonii Wiedeńskiej
- dyrygent: Josef Krips

„L'elisir d'amore” – Aria „Una furtiva”
- muzyka: Gaetano Donizetti
- wykonanie: Beniamino Gigli, Orchester Begleitung